# Jaleyrac
Jaleyrac (okzitanisch: Jalairac) ist eine französische Gemeinde mit 360 Einwohnern (Stand: 1. Januar 2022) im Département Cantal in der Region Auvergne-Rhône-Alpes; sie gehört zum Arrondissement Mauriac und zum Kanton Ydes (bis 2015: Kanton Mauriac).

## Geographie
Jaleyrac liegt in den nordwestlichen Ausläufern des Monts-du-Cantal-Massivs, etwa 38 Kilometer nordnordwestlich von Aurillac. Umgeben wird Jaleyrac von den Nachbargemeinden Veyrières im Norden, Bassignac im Nordosten, Méallet im Osten, Le Vigean im Süden, Sourniac im Westen sowie Arches im Nordwesten.

## Bevölkerungsentwicklung
| Jahr                       | 1962 | 1968 | 1975 | 1982 | 1990 | 1999 | 2008 | 2013 |
| Einwohner                  | 322  | 297  | 277  | 261  | 347  | 374  | 382  | 369  |
| Quellen: Cassini und INSEE |      |      |      |      |      |      |      |      |

## Sehenswürdigkeiten
- romanische Kirche Saint-Martin mit Fresken aus dem 15. Jahrhundert

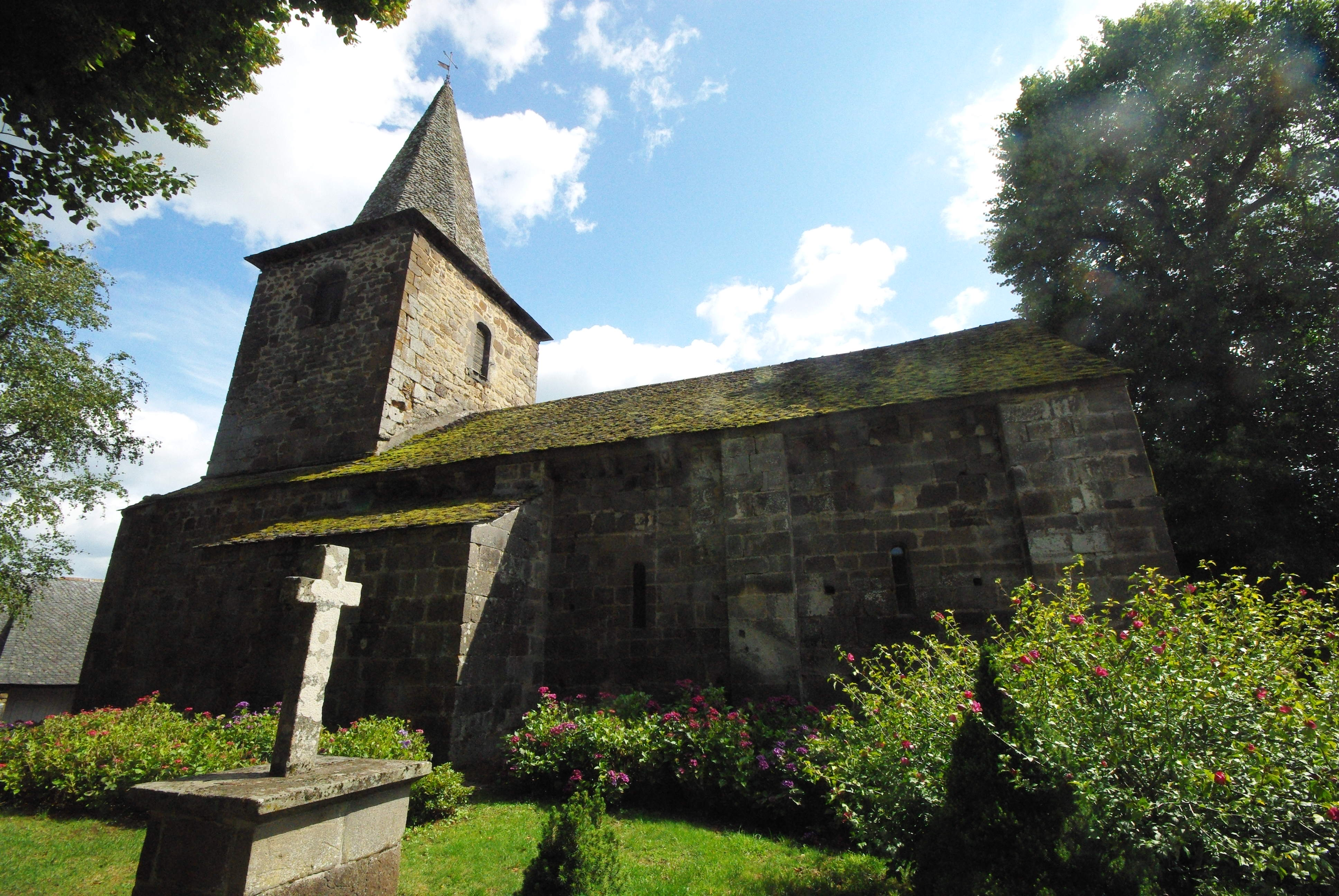
Kirche Saint-Martin

## Persönlichkeiten
- Louis Bergaud (1928–2024), Radrennfahrer